# Українська освіта в Польщі
Українська освіта в Польщі — освіта, яка здійснюється українською мовою на території Польщі; має відповідний правовий статус, структуру закладів, від середньої до вищої школи. 
Українська мова, відповідно до Закону Республіки Польща “Про національні та етнічні меншини, та про регіональну мову від 06 січня 2005 р.» (зі змінами та доповненнями), має статус мови національної меншини. Відповідно до інтерпретації Міністерства національної освіти Республіки Польща, у її системі освіти право на такий тип навчання мають виключно представники української національної меншини - громадяни Польщі українського походження. Питання польського громадянства у цьому випадку є ключовим - діти з України, які його не мають (або хоча б один з батьків неповнолітньої особи не є громадянином РП) не мають статусу меншини, а відтак і права за державний кошт вивчати українську мову в державних закладах шкільної освіти. Оскільки законодавство не містить норми прямої заборони, на практиці ситуація залежить від позиції місцевої влади та дирекції окремих шкіл.
Українську мову, як мову національної меншини, у Польщі вивчають у п’яти школах з українською мовою навчання та у близько ста пунктах і групах навчання української меншини.
Школи з українською мовою навчання:
- Комплекс загальноосвітніх шкіл №4 ім. Богдана-Ігоря Антонича у Лігниці
- Комплекс загальноосвітніх шкіл ім. Тараса Шевченка у Білому Борі
- Середня школа № 8 імені Лесі Українки з українською мовою навчання у Бартошицях [Архівовано 27 травня 2020 у Wayback Machine.]
- Комплекс шкіл з українською мовою навчання в Ґурові-Ілавецькому [Архівовано 18 квітня 2020 у Wayback Machine.]
- Комплекс загальноосвітніх шкіл № 2 ім. М. Маркіяна Шашкевича в Перемишлі [Архівовано 16 травня 2020 у Wayback Machine.]

Оскільки вивчення української мови громадянами України разом з українцями - громадянами Польщі є ускладненим або неможливим, українські громадські організації створюють свої осередки для вивчення української мови та культури як окремих позашкільних занять.
Суботні та недільні школи при громадських організаціях закордонних українців у Польщі:
- Українська суботня школа для громадян України у Варшаві [Архівовано 14 березня 2022 у Wayback Machine.]
- Український навчальний заклад «Школа "Материнка" ім. Дмитра Павличка у Варшаві» [Архівовано 23 лютого 2020 у Wayback Machine.]
- Українська недільна школа «Мова» у Кракові»
- Українська суботня школа у Вроцлаві

Фахівців-україністів у Польщі готують українознавчі кафедри п’яти університетів у Варшаві, Кракові, Познані та Вроцлаві:
- Кафедра україністики Факультету прикладної лінгвістики Варшавського університету [Архівовано 13 вересня 2009 у Wayback Machine.]
- Кафедра україністики Інституту східнослов’янської філології Ягеллонського університету у Кракові [Архівовано 15 січня 2020 у Wayback Machine.]
- Кафедра українознавства міжнародно-політичного факультету Ягеллонського університету у Кракові [Архівовано 6 травня 2020 у Wayback Machine.]
- Кафедра україністики Інституту слов’янської філології Філологічного факультету Вроцлавського університету [Архівовано 14 березня 2022 у Wayback Machine.]
- Кафедра україністики Інституту російської та української філології факультету Неофілології Університету ім. Адама Міцкевича у Познані [Архівовано 12 липня 2017 у Wayback Machine.]